# Prefectura Samos
Samos (greacă Σάμος) este o prefectură greacă, aflată în Marea Egee. Are în componență insulele Samos, Ikaria și insula mai mică Fournoi Korseon.

## Municipalități și comunități
| Municipalitate  | Cod YPES | Reședință (dacă e diferită) | Cod poștal | Cod zonal         |
| --------------- | -------- | --------------------------- | ---------- | ----------------- |
| Agios Kirykos   | 4601     |                             | 833 00     | 22750-2           |
| Evdilos         | 4603     |                             | 833 02     | 22750-3           |
| Fournoi Korseon | 4608     | Fournoi                     | 833 01     | 22750-5           |
| Karlovasi       | 4604     |                             | 832 00     | 22730-3           |
| Marathokampos   | 4605     |                             | 831 02     | 22730-3           |
| Pythagoreio     | 4606     |                             | 831 03     | 22730-6 through 9 |
| Raches          | 4607     |                             | 833 01     | 22750-4           |
| Vathy/Samos     | 4602     |                             | 831-00     | 22730-2           |